# Lightyear (beleggingsplatform)
Lightyear is een fintechbedrijf dat opereert vanuit het Verenigd Koninkrijk en beleggingsdiensten verleent in 22 Europese landen.
Het bedrijf biedt particuliere gebruikers en ondernemingen op het gelijknamige platform de mogelijkheid om te beleggen op internationale effectenbeurzen en aandelen, exchange-traded funds, grondstoffen en geldmarktfondsen van BlackRock en biedt zijn gebruikers rente over niet-belegd vermogen. Het Lightyear-platform is te gebruiken als mobiele app en in een webversie.
Het bedrijf staat onder toezicht van de Britse Financial Conduct Authority en de Estse Finantsinspektsioon.

## Geschiedenis
Lightyear werd in 2020 opgericht door Martin Sokk en Mihkel Aamer, beiden ex-medewerkers van de betaalinstelling Wise. Het concept van Lightyear was geïnspireerd op hun eigen ervaringen met beleggen. In Estland, hun thuisland, maakten de regelgeving en kosten het moeilijk om op de aandelenmarkten te beleggen. Zij merkten dat er in heel Europa veel beleggers met dezelfde problemen worstelden.
Jaan Tallinn, medeoprichter van Skype en medeoprichter van Wise Taavet Hinrikus (tevens de allereerste werknemer van Skype) ging in juni 2021 voorop in de eerste financieringsronde, waar $ 1,5 miljoen werd opgehaald. In september 2021 lanceerde Lightyear het gelijknamige beleggingsplatform voor particuliere klanten in het Verenigd Koninkrijk en haalde in tweede financieringsronde nog eens $ 8,5 miljoen op, waarbij Mosaic Ventures het voortouw nam.
In mei 2022 stelde Lightyear Wander Rutgers, voormalig President van Robinhood, aan om zich als Chief Operating Officer te bekommeren om compliance en de financiële infrastructuur van het bedrijf. In juli 2022 breidde Lightyear zijn dienstverlening uit naar alle landen van de eurozone en bracht het naar buiten dat er in nog een financieringsronde $ 25 miljoen was opgehaald met Lightspeed Venture Partners als hoofdinvesteerder, met deelname van Sir Richard Branson, oprichter van Virgin Group en andere business angels.
In 2024 trad Lightyear met de introductie van zakelijke rekeningen toe tot de b2b-markt.